# Keita Watanabe
Keita Watanabe (Japans: 渡辺 啓太) (Kawagoe, 25 maart 1992) is een Japans shorttracker.

## Carrière
Watanabe begon met shorttrack in de tweede klas van de basisschool, omdat zijn oudere zus hem daartoe aanspoorde. Hij studeerde toerisme aan de universiteit van Hannan.
In 2017 won Watanabe met de Japanse ploeg brons op de aflossing en individueel brons op de 1000 meter tijdens de Aziatische Winterspelen in eigen land. In 2019 haalde Watanabe zijn eerste mondiale podium, daar hij derde werd op de WK bij de inofficiële afstand 3000 meter (superfinale).
Watanabe vertegenwoordigde Japan op de Olympische Winterspelen 2018 in Zuid-Korea.